# Charles Yerkes
Pour les articles homonymes, voir Yerkes.
Charles Tyson Yerkes (25 juin 1837 – 29 décembre 1905) était un financier américain, né dans la ville de Philadelphie en Pennsylvanie. Il joua un rôle important dans le développement du système de transport de Chicago et de Londres. Il a aussi financé en 1897 la construction d'un observatoire astronomique (observatoire Yerkes) équipé d'un télescope à réfraction (lunette astronomique), le plus grand du monde à cette date.